# Spitzblütige Binse
Die Spitzblütige Binse (Juncus acutiflorus) ist eine Pflanzenart aus der Gattung Binsen (Juncus) innerhalb der Familie der Binsengewächse (Juncaceae). Sie kommt hauptsächlich in Europa vor.

## Beschreibung

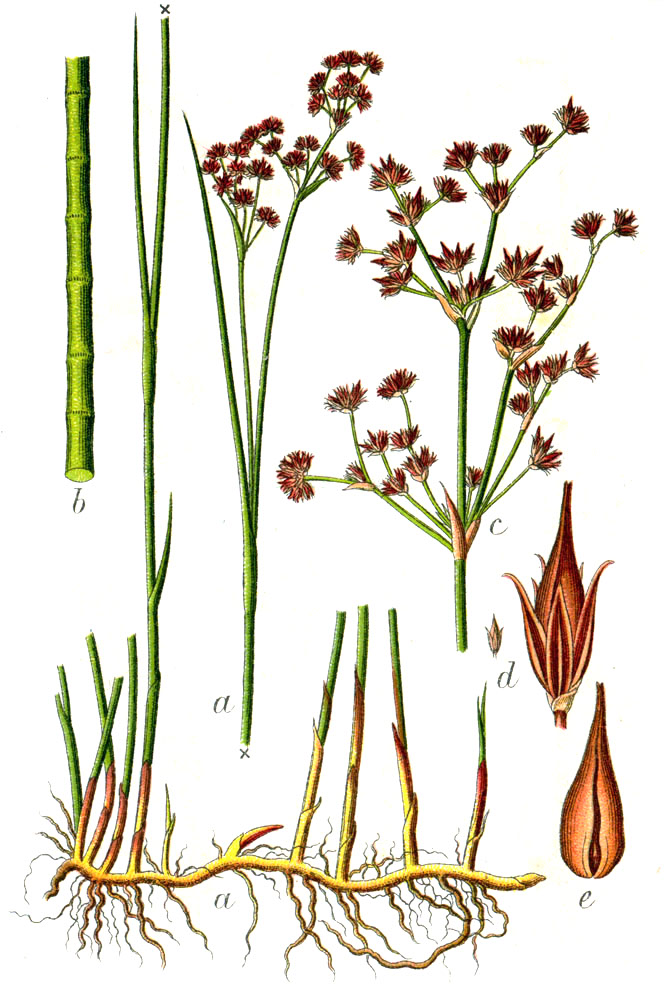
Spitzblütige Binse (Juncus acutiflorus), Illustration

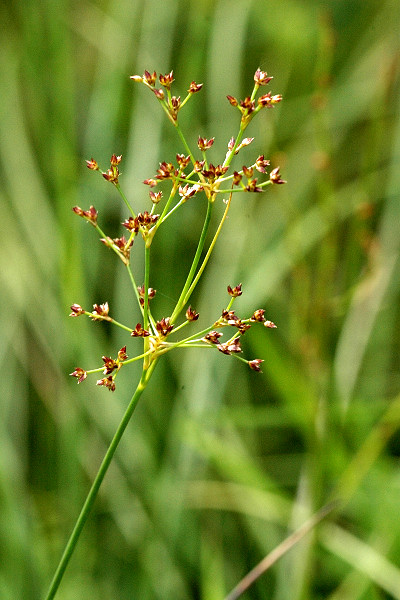
Blütenstand

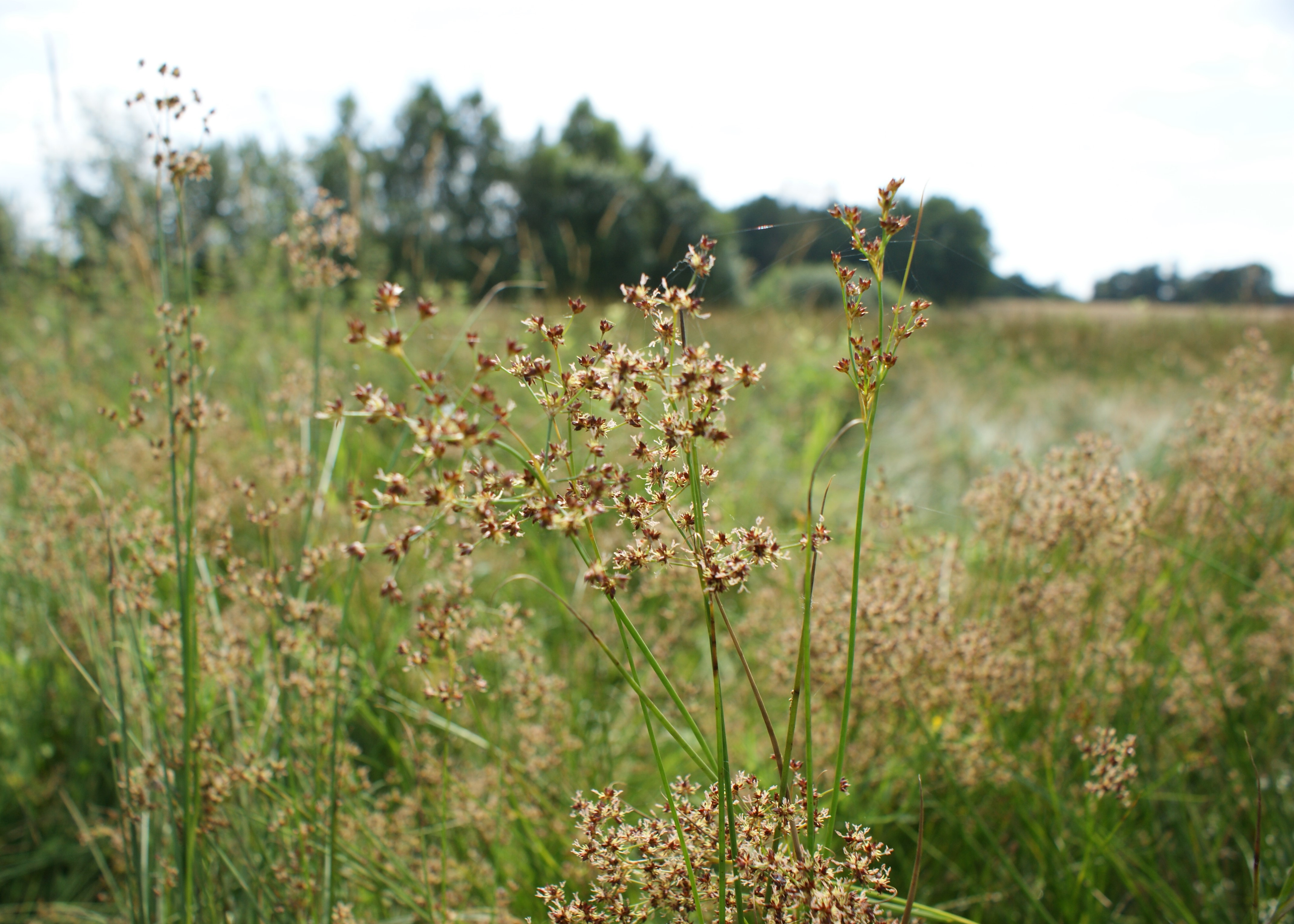
Spitzblütige Binse blühend

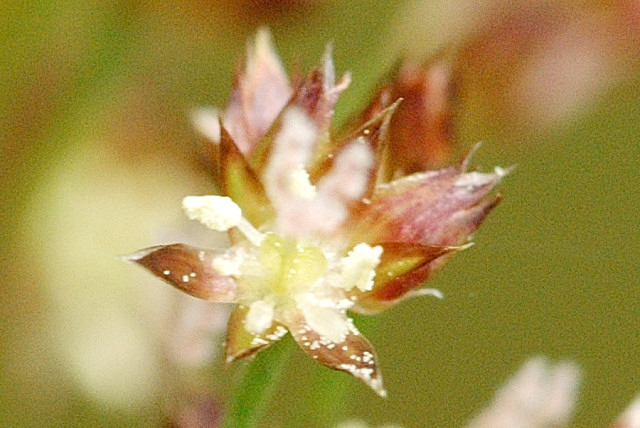
Einzelblüte

### Vegetative Merkmale
Die Spitzblütige Binse ist eine ausdauernde krautige Pflanze, die Wuchshöhen von 30 bis 110 Zentimeter erreicht. Sie bildet ein kriechendes Rhizom und lange Ausläufer. Der blühende Stängel ist starr aufrecht, am Grund seitlich zusammengedrückt und gegen die Spitze zu rund. Die Laubblätter sind in Blattscheide und Blattspreite gegliedert. Die Öhrchen der Blattscheide sind bräunlich, kurz und ziemlich derb. Die Blattspreite ist bei einem Durchmesser von etwa 3 Millimeter im Querschnitt nahezu rund und innen hohl, ohne jegliches Mark. Sie ist 5 bis 50 Zentimeter lang und meist deutlich septiert.

### Generative Merkmale
Die Blütezeit ist Juni bis August. Der Blütenstand eine rispig verzweigte Spirre. Er ist aufrecht mit aufrechten Haupt- und abstehenden Seitenästen und umfasst (10 bis) 50 bis 80 (bis 250) Köpfchen. Das untere Tragblatt des Blütenstands ist aufrecht und meist viel kürzer als der Blütenstand. Ein Köpfchen besteht aus (3 bis) 5 bis 8 (bis 20) vorblattlosen Blüten. Die Blütenhüllblätter sind 2 bis 2,7 Millimeter lang und schmal eiförmig. Die inneren Perigonblätter sind länger als die äußeren und stachelspitzig. Die äußeren sind nur zugespitzt. Die Perigonblätter sind im oberen Teil kastanienbraun, gegen den Grund zu heller braun bis grün mit schmalen häutigen Rand. Die 6 Staubblätter sind halb bis zwei Drittel so lang wie die Blütenhülle. Die Staubbeutel sind 0,8 bis 1 Millimeter lang. Der Griffel ist 0,5 bis 1 Millimeter lang und trägt die 1 bis 1,5 Millimeter langen, aufrechten hellpurpurnen Narben. Die auffällig schnabelartige Kapselfrucht ist bei der Reife verlängert; sie ist 2 bis 3 Millimeter lang und überragt meist die Blütenhülle. Sie ist rotbraun bis kastanienbraun und in einen langen Schbale verschmälert. Sie  und enthält nur wenige Samen. Die Samen sind etwa wie eine Zitrone geformt, 0,5 Millimeter lang und durchsichtig rotbraun.
Die Chromosomenzahl beträgt 2n = 40.

## Ökologie
Die Spitzblütige Binse ist ein Hemikryptophyt. Die Samen breiten sich als Körnchenflieger aus.
Der Blattfloh Livia juncorum verursacht durch einen Stich die Bildung von dichten Blattbüscheln auch aus den Blütenständen.

## Vorkommen
Bei der Spitzblütigen Binse handelt es sich um eine subatlantische (bis submediterrane) Art. Sie kommt hauptsächlich in Europa vor. Isolierte Vorkommen gibt es im Irak, in Syrien und Marokko. In Neufundland, in Australien, Tasmanien und in Neuseeland ist die Art ein Neophyt. 
In Europa ist die Art im Westen weit verbreitet. Im Norden reichen die Vorkommen bis zu den Shetlandinseln, nach Dänemark und Südnorwegen, im Osten bis an das Schwarze Meer. Im Mittelmeergebiet ist sie meist selten. Sie fehlt in Europa in den Ländern Ungarn, Island, Schweden, Finnland, Russland, im Baltikum und in der Türkei.
In Deutschland kommt die Spitzblütige Binse im Norden und im Süden (mit größeren Verbreitungslücken) vor.
Die Spitzblütige Binse gedeiht am besten auf staunassen, aber wenigstens gelegentlich austrocknenden, nährstoffreichen Böden, die schlammig, moorig oder aber humusarm sein können. Sie wächst unter geeigneten Bedingungen auch auf frisch aufgeworfenem Erdreich. Sie steigt kaum bis in Höhenlagen von über 1700 Meter auf und fehlt in Mitteleuropa gebietsweise ganz; insgesamt ist sie dort selten. In den Allgäuer Alpen steigt sie bis zu 1100 Metern Meereshöhe auf. Sie ist in Mitteleuropa eine Charakterart des Juncetum acutiflori aus dem Verband Juncion acutiflori, kommt aber auch in Pflanzengesellschaften der Verbände Molinion oder Caricion fuscae vor.
Die ökologischen Zeigerwerte nach Landolt et al. 2010 sind in der Schweiz: Feuchtezahl F = 4+w (nass aber mäßig wechselnd), Lichtzahl L = 3 (halbschattig), Reaktionszahl R = 2 (sauer), Temperaturzahl T = 3+ (unter-montan und ober-kollin), Nährstoffzahl N = 3 (mäßig nährstoffarm bis mäßig nährstoffreich), Kontinentalitätszahl K = 2 (subozeanisch).

## Taxonomie und Systematik
Die Spitzblütige Binse wurde 1791 von Georg Franz Hoffmann in Deutschlands Flora oder Botanisches Taschenbuch für das Jahr 1791, S. 125 als Juncus acutiflorus erstbeschrieben. Hoffmann griff damit den Namen auf, den Jakob Friedrich Ehrhart der Art gegeben aber nicht publiziert hatte. Synonyme von Juncus acutiflorus Ehrh. ex Hoffm. sind Juncus foliosus Hoppe, Juncus brevirostris Nees, Juncus sylvaticus subvar. brevirostris Nyman.
Man kann zwei Unterarten unterscheiden:
- Juncus acutiflorus subsp. acutiflorus: Sie kommt in Europa und vom Mittelmeergebiet bis zum Irak vor.[7]
- Juncus acutiflorus subsp. rugosus (Steud.) Cout. (Syn.: Juncus rugosus Steud.): Sie kommt in Portugal und im südwestlichen Spanien vor.[7]